# Ocean Gate
Ocean Gate es un borough ubicado en el condado de Ocean en el estado estadounidense de Nueva Jersey. En el año 2010 tenía una población de 2,011 habitantes y una densidad poblacional de 1,828 personas por km².

## Geografía
Ocean Gate se encuentra ubicado en las coordenadas 39°55′35″N 74°08′04″O / 39.92639, -74.13444.

## Demografía
Según la Oficina del Censo en 2000 los ingresos medios por hogar en la localidad eran de $41,067 y los ingresos medios por familia eran $50,847. Los hombres tenían unos ingresos medios de $33,558 frente a los $30,919 para las mujeres. La renta per cápita para la localidad era de $19,239. Alrededor del 10.3% de la población estaba por debajo del umbral de pobreza.